# Sphaerodactylus copei
Sphaerodactylus copei es una especie de geco del género Sphaerodactylus, familia Sphaerodactylidae, orden Squamata. Fue descrita científicamente por Steindachner en 1867.

## Descripción
La longitud hocico-respiradero para los machos es de 41 milímetros y 40 para las hembras.

## Distribución
Se distribuye por Haití.